# Imperatriz
Imperatriz este un oraș în unitatea federativă Maranhão (MA), Brazilia.